# Zef Serembe
Zef Serembe (på italienska Giuseppe Serembe), född den 6 mars 1844 i San Cosmo Albanese i Italien, död 1901, arberesjisk (albansk) poet och lärjunge till Jeronim De Rada.
Serembes diktkonst anses, enligt Robert Elsie, av många vara i klass med den bästa lyriska poesin på albanska, åtminstone före modern tid.  Viktiga teman i hans diktning är kärlek och hyllningar till hemlandet - både fäderneslandet Italien och hans drömmars Albanien. Andra dikter kan handla om vänskap eller naturens skönhet eller vara religiöst inspirerade.